# 山田恭弘
山田 恭弘（やまだ やすひろ、1968年1月1日 - ）は、関西テレビ放送の社員で元・アナウンサー。

## 人物・概要
埼玉県さいたま市浦和区の出身で、埼玉大学教養学部卒業後の1991年に、アナウンサーとして関西テレビへ入社。入社以来主にスポーツ実況を担当していたが、2017年の人事異動でアナウンス室を離れて、スポーツ局へ配属された。
スポーツ局では2018年度から、大阪国際女子マラソンでの招待選手招聘業務に従事。2024年の時点では、フジテレビ系列全国ネット向け中継のプロデューサーを務めている。その一方で、2022年からはアナウンサー時代と同様に、『J SPORTS STADIUM』で放送されるオリックス・バファローズ制作の主管試合中継でベンチリポートやヒーローインタビューを随時担当している。

## 現在の出演番組
- J SPORTS STADIUM（オリックス・バファローズ制作の主管試合中継） 
  - 関西テレビのスポーツ局に在籍したまま、2022年からベンチリポートやヒーローインタビューを随時担当。後述するように、アナウンサー時代には、関西テレビ制作分のオリックス主管試合中継で同様の役割や実況を随時任されていた。

## 過去の主な出演番組
- KTVニュース→カンテレNEWS
- 野球道（実況・ベンチリポート）
- プロ野球ニュース（関西圏開催試合での結果報告を関西テレビ本社のスタジオから随時担当）
- すぽると!（同上）
- 大阪国際女子マラソン（実況）
- 熱血!ハイテンション（進行）
- DRAGON GATE関連のプロレスリング中継（関西テレビで放送されていた時期の実況）
- 関西駅伝No.1決定戦
  - 2009年から毎年末に関西ローカルで放送。スーツ姿で自転車を漕ぎながらのレース実況を、2015年まで任されていた。2016年以降も、後輩に当たるスポーツアナウンサーがこの役割を代々引き継いでいる。
  - DRAGON GATEに所属するプロレスラーの一部が第1回（2009年）から毎回参加している関係で、自身がレースリポートを担当していた時期には、スタート前のリポート中に「DRAGON GATEチーム」の選手から必ず技を掛けられていた。